# Dilatanz (granulare Materie)
Dilatanz ist die grundlegende Eigenschaft eines körnigen, granularen Materials, z. B. eines Schüttgutes oder Granulates, sein Volumen unter der Einwirkung von Scherkräften durch Auflockerung zu vergrößern. Dilatanz ist für bestimmte Zwecke notwendig.
Für die Dilatanz von Gasen und Flüssigkeiten, siehe Dilatanz (Fluid).

## Entdeckung
Die Dilatanz wurde 1885 von Osborne Reynolds entdeckt. Er erkannte, dass sich verdichtete körnige Materie unter Scherkräften nur dann verformen kann, wenn die Körner sich untereinander aufschieben, wodurch sich das Volumen vergrößert und die Dichte verkleinert.

## Dilatanzwinkel
Der Materialkennwert für die Dilatanz ist der Dilatanzwinkel (Dilatationswinkel), der die mit der Scherverformung einhergehende Auflockerung und Volumenvergrößerung des Materials beschreibt. Er ist definiert als das Verhältnis von Volumendehnung zur Scherdehnung und wird in Grad angegeben. Der Dilatanzwinkel steigt mit zunehmendem Reibungswinkel und wird auch von der Kornform beeinflusst: scharfkantige und plattige Körner haben einen größeren Dilatanzwinkel als runde und gedrungene.

## Beispiele
- Vakuumverpackter Kaffee hat eine hohe Dichte. Die Verpackung verhindert eine Volumenvergrößerung durch Scherkräfte und ist deshalb sehr stabil. Bei einer Verformung der geöffneten Verpackung kann sich das Volumen durch Dilatanz vergrößern und das Korngerüst ist nicht mehr stabil.

- Ein Fußabdruck in feuchtem Sand ist trocken, weil der Druck des Fußes die Sandkörner verschiebt und dadurch das Volumen vergrößert wird. In den nun vergrößerten Porenraum dringt das Wasser ein, wodurch die Oberfläche trocken erscheint.

- Ein Stab, der in einem zylinderförmigen Körper (z. B. Eimer) mit trockenem, verdichtetem Sand steckt, lässt sich nur schwer herausziehen, weil die Volumenvergrößerung des Sandes durch die Eimerwände erschwert wird. Durch die sich dadurch verhakenden Sandkörner kann der gesamte Sandeimer an dem Stab hochgezogen werden. Jedoch relaxieren die Sandkörner nach einiger Zeit und können aneinander vorbeigleiten. Der Stab löst sich und der Behälter fällt nach unten.

- Ein mit trockenem Sand gefüllter Luftballon fühlt sich beim Daraufdrücken weich an, weil dadurch nur kleine Scherkräfte entstehen. Wirft man den Ballon jedoch kräftig zu Boden, so wird er beim Auftreffen stark verformt, es entstehen hohe Scherkräfte. Der Ballon hält danach seine Verformung und fühlt sich sehr stabil an. Der Sand hat sich unter Einwirkung der Scherkräfte verhakt und ist dadurch stabil geworden. Die Ballonhülle sorgt dafür, dass sich die Sandkörner auf der Oberflächen nicht lösen können, was ansonsten sofort den Sandklumpen zerfallen lassen würde.

## Kontraktanz und kritische Dichte
Sind körnige Materialien sehr locker gelagert, so vergrößert sich ihre Dichte mit zunehmendem Scherweg (Kontraktanz).
Die Dichte strebt bei großen Scherwegen gegen eine bestimmte kritische Dichte, welche mit steigendem effektiven hydrostatischen Druck zunimmt.

Dies gilt sowohl für dilatantes Verhalten, bei dem sich die momentane Dichte des Materials der kritischen Dichte von oben nähert, als auch für kontraktantes Verhalten, bei dem die kritische Dichte von unten angenähert wird.